# 池田昌意
池田 昌意（いけだ まさおき）は、江戸時代前期の数学者、天文学者。

## 経歴
元の名を古郡之政（ふるこおり ゆきまさ）という。今村知商の弟子隅田江雲に数学を学び、のち江戸芝の西応寺前に私塾を開いた。大陸系数学書の研究をよくし、和算発展途上の江戸前期において天元術の理解に及びかけていたとされる。門弟には中西正好がいる。また暦学者として宣明暦の誤りを正すために授時暦を研究したといわれる。一説には渋川春海も門弟の一人ともいわれ、彼の貞享暦は昌意の研究を継いだものという。
著書には寛文12年（1672年）上梓した「数学乗除往来」があり、建部賢弘の「研幾算法」は本作を源流とした遺題継承である。